# Aeroporti del mondo per traffico passeggeri
Lista degli aeroporti più trafficati del mondo per numero di passeggeri ogni anno.
Fino al report del 2017 sono considerati solo i primi 30 aeroporti, dopo ne vengono indicati 50.

## In visualizzazione
Questo grafico non è disponibile a causa di un problema tecnico.
Si prega di non rimuoverlo.
Vedi la query Wikidata di origine.

## 2024
| Posizione | Aeroporto                                              | Città                | Stato               | Codice (IATA/ICAO) | Passeggeri transitati | Variazione posizione | Variazione % anno 2023 |
| --------- | ------------------------------------------------------ | -------------------- | ------------------- | ------------------ | --------------------- | -------------------- | ---------------------- |
| 1.        | Aeroporto Internazionale di Atlanta-Hartsfield-Jackson | Atlanta              | Stati Uniti         | ATL/KATL           | 108,067,766           | Stabile              | 3.3%                   |
| 2.        | Aeroporto Internazionale di Dubai                      | Dubai                | Emirati Arabi Uniti | DXB/OMDB           | 92,300,000            | Stabile              | 6.2%                   |
| 3.        | Aeroporto Internazionale di Dallas-Fort Worth          | Dallas/Fort Worth    | Stati Uniti         | DFW/KDFW           | 87,817,864            | Stabile              | 7.4%                   |
| 4.        | Aeroporto Internazionale di Tokyo                      | Tokyo                | Giappone            | HND/RJTT           | 85,000,000            | 1                    | 8.0%                   |
| 5.        | Aeroporto di Londra-Heathrow                           | Londra               | Regno Unito         | LHR/EGLL           | 83,882,140            | 1                    | 5.9%                   |
| 6.        | Aeroporto Internazionale di Denver                     | Denver               | Stati Uniti         | DEN/KDEN           | 82,358,744            | Stabile              | 5.8%                   |
| 7.        | Aeroporto Internazionale di Chicago-O'Hare             | Chicago              | Stati Uniti         | ORD/KORD           | 80,043,050            | 2                    | 8.6%                   |
| 8.        | Aeroporto di Istanbul                                  | Istanbul             | Turchia             | IST/LTFM           | 79,988,272            | 1                    | 3.9%                   |
| 9.        | Aeroporto Internazionale di Delhi                      | Delhi                | India               | DEL/VIDP           | 77,820,834            | 1                    | 7.8%                   |
| 10.       | Aeroporto Internazionale di Shanghai-Pudong            | Shanghai             | Cina                | PVG/ZSPD           | 76,787,039            | 11                   | 41.0%                  |
| 11.       | Aeroporto Internazionale di Los Angeles                | Los Angeles          | Stati Uniti         | LAX/KLAX           | 76,587,980            | 3                    | 2.0%                   |
| 12.       | Aeroporto di Canton-Baiyun                             | Canton               | Cina                | CAN/ZGGG           | 76,364,767            | Stabile              | 20.9%                  |
| 13.       | Aeroporto Internazionale di Seul-Incheon               | Seul                 | Corea del Sud       | ICN/RKSI           | 70,669,246            | 7                    | 26.7%                  |
| 14.       | Aeroporto di Parigi Charles de Gaulle                  | Parigi               | Francia             | CDG/LFPG           | 70,290,260            | 3                    | 4.3%                   |
| 15.       | Aeroporto di Singapore-Changi                          | Singapore            | Singapore           | SIN/WSSS           | 67,700,000            | 2                    | 14.8%                  |
| 16.       | Aeroporto di Pechino-Capitale                          | Pechino              | Cina                | PEK/ZBAA           | 67,367,428            | 7                    | 27.4%                  |
| 17.       | Aeroporto di Amsterdam-Schiphol                        | Amsterdam            | Paesi Bassi         | AMS/EHAM           | 66,828,453            | 3                    | 8.0%                   |
| 18.       | Aeroporto di Madrid-Barajas                            | Madrid               | Spagna              | MAD/LEMD           | 66,196,984            | 3                    | 9.9%                   |
| 19.       | Aeroporto Internazionale John F. Kennedy               | New York             | Stati Uniti         | JFK/KJFK           | 63,265,984            | 6                    | 1.9%                   |
| 20.       | Aeroporto di Shenzhen-Bao'an                           | Shenzhen             | Cina                | SZX/ZGSZ           | 61,477,337            | 4                    | 16.6%                  |
| 21.       | Aeroporto Internazionale di Bangkok-Suvarnabhumi       | Bangkok              | Thailandia          | BKK/VTBS           | 59,999,324            | 5                    | 16.1%                  |
| 22.       | Aeroporto di Francoforte sul Meno                      | Francoforte sul Meno | Germania            | FRA/EDDF           | 59,359,539            | 6                    | 3.7%                   |
| 23.       | Aeroporto Internazionale di Charlotte-Douglas          | Charlotte            | Stati Uniti         | CLT/KCLT           | 58,811,725            | 1                    | 10.0%                  |
| 24.       | Aeroporto Internazionale di Las Vegas-Harry Reid       | Las Vegas            | Stati Uniti         | LAS/KLAS           | 58,447,782            | 5                    | 1.4%                   |
| 25.       | Aeroporto Internazionale di Orlando                    | Orlando              | Stati Uniti         | MCO/KMCO           | 57,211,628            | 7                    | 0.9%                   |
| 26.       | Aeroporto Internazionale di Kuala Lumpur               | Kuala Lumpur         | Malaysia            | KUL/WMKK           | 57,044,869            | 9                    | 20.7%                  |
| 27.       | Aeroporto Internazionale di Miami                      | Miami                | Stati Uniti         | MIA/KMIA           | 55,926,566            | 2                    | 6.8%                   |
| 28.       | Aeroporto di Barcellona-El Prat                        | Barcellona           | Spagna              | BCN/LEBL           | 55,034,955            | 2                    | 10.3%                  |
| 29.       | Aeroporto di Chengdu-Tianfu                            | Chengdu, Sichuan     | Cina                | TFU/ZUTF           | 54,905,784            | 10                   | 22.6%                  |
| 30.       | Aeroporto Internazionale di Giacarta-Soekarno-Hatta    | Giakarta             | Indonesia           | CGK/WIII           | 54,809,500            | 2                    | 11.7%                  |
| 31.       | Aeroporto Internazionale Chhatrapati Shivaji           | Mumbai               | India               | BOM/VABB           | 54,800,000            | 4                    | 6.3%                   |
| 32.       | Aeroporto Internazionale di Hong Kong                  | Hong Kong            | Hong Kong           | HGK/VHHH           | 53,100,000            | 19                   | 34.3%                  |
| 33.       | Aeroporto Internazionale Hamad                         | Doha                 | Qatar               | DOH/OTHH           | 52,700,000            | 4                    | 14.8%                  |
| 34.       | Aeroporto Internazionale di Seattle-Tacoma             | Seattle/Tacoma       | Stati Uniti         | SEA/KSEA           | 52,640,716            | 6                    | 3.4%                   |
| 35.       | Aeroporto Internazionale di Phoenix                    | Phoenix              | Stati Uniti         | PHX/KPHX           | 52,325,266            | 2                    | 17.9%                  |
| 36.       | Aeroporto di San Francisco                             | San Francisco        | Stati Uniti         | SFO/KSFO           | 52,288,098            | 7                    | 4.1%                   |
| 37.       | Aeroporto Internazionale di Manila-Ninoy Aquino        | Manila               | Filippine           | MNL/RPLL           | 50,100,000            | 1                    | 10.4%                  |
| 38.       | Aeroporto Internazionale di Pechino-Daxing             | Pechino              | Cina                | PKX/ZBAD           | 49,441,029            | 14                   | 25.5%                  |
| 39.       | Aeroporto di Roma-Fiumicino                            | Roma                 | Italia              | FCO/LIRF           | 49,203,734            | Novità               | 21.4%                  |
| 40.       | Aeroporto Internazionale di Gedda-Re Abd al-Aziz       | Gedda                | Arabia Saudita      | JED/OEJN           | 49,100,000            | 2                    | 15.0%                  |
| 41.       | Aeroporto internazionale di Newark-Liberty             | Newark               | Stati Uniti         | EWR/KEWR           | 48,853,370            | 10                   | 0.5%                   |
| 42.       | Aeroporto Internazionale di Chongqing-Jiangbei         | Chongqing            | Cina                | CKG/ZUCK           | 48,676,973            | 1                    | 9.0%                   |
| 43.       | Aeroporto Intercontinentale di Houston - George Bush   | Houston              | Stati Uniti         | IAH/KIAH           | 48,448,545            | 7                    | 4.8%                   |
| 44.       | Aeroporto di Hangzhou-Xiaoshan                         | Hangzhou             | Cina                | HGH/ZSHC           | 48,053,915            | 3                    | 16.7%                  |
| 45.       | Aeroporto di Shanghai-Hongqiao                         | Shanghai             | Cina                | SHA/ZSSS           | 47,944,067            | 2                    | 12.8%                  |
| 46.       | Aeroporto Internazionale di Kunming-Changshui          | Kunming              | Cina                | KMG/ZPPP           | 47,178,347            | 2                    | 12.2%                  |
| 47.       | Aeroporto Internazionale di Xi'an Xianyang             | Xianyang             | Cina                | XIY/ZLXY           | 47,030,407            | 2                    | 13.7%                  |
| 48.       | Aeroporto Internazionale di Toronto-Pearson            | Toronto              | Canada              | YYZ/CYYZ           | 46,800,000            | 8                    | 4.4%                   |
| 49.       | Aeroporto di Bogotà-El Dorado                          | Bogotà               | Colombia            | BOG/SKBO           | 45,816,050            | Novità               | 16.0%                  |
| 50.       | Aeroporto Internazionale di Città del Messico          | Città del Messico    | Messico             | MEX/MMMX           | 45,359,500            | 16                   | 6.2%                   |

## 2020
| Posizione | Aeroporto                                                         | Città                | Stato               | Codice (IATA/ICAO) | Passeggeri transitati | Variazione posizione | Variazione % anno 2019 |
| --------- | ----------------------------------------------------------------- | -------------------- | ------------------- | ------------------ | --------------------- | -------------------- | ---------------------- |
| 1.        | Aeroporto di Canton-Baiyun                                        | Canton               | Cina                | CAN/ZGGG           | 43,767,558            | 10                   | 40.4%                  |
| 2.        | Aeroporto Internazionale di Atlanta-Hartsfield-Jackson            | Atlanta              | Stati Uniti         | ATL/KATL           | 42,918,685            | 1                    | 61.2%                  |
| 3.        | Aeroporto di Chengdu-Shuangliu                                    | Chengdu, Sichuan     | Cina                | CTU/ZUUU           | 40,741,509            | 21                   | 27.1%                  |
| 4.        | Aeroporto Internazionale di Dallas-Fort Worth                     | Dallas/Fort Worth    | Stati Uniti         | DFW/KDFW           | 39,364,990            | 6                    | 47.6%                  |
| 5.        | Aeroporto di Shenzhen-Bao'an                                      | Shenzhen             | Cina                | SZX/ZGSZ           | 37,916,054            | 21                   | 28.4%                  |
| 6.        | Aeroporto Internazionale di Chongqing-Jiangbei                    | Chongqing            | Cina                | CKG/ZUCK           | 34,937,789            | 42                   | 22.0%                  |
| 7.        | Aeroporto di Pechino-Capitale                                     | Pechino              | Cina                | PEK/ZBAA           | 34,513,827            | 5                    | 65.5%                  |
| 8.        | Aeroporto Internazionale di Denver                                | Denver               | Stati Uniti         | DEN/KDEN           | 33,741,129            | 8                    | 51.1%                  |
| 9.        | Aeroporto Internazionale di Kunming-Changshui                     | Kunming              | Cina                | KMG/ZPPP           | 32,990,805            | 28                   | 31.4%                  |
| 10.       | Aeroporto di Shanghai-Hongqiao                                    | Shanghai             | Cina                | SHA/ZSSS           | 31,165,641            | 36                   | 31.7%                  |
| 11.       | Aeroporto Internazionale di Xi'an Xianyang                        | Xianyang             | Cina                | XIY/ZLXY           | 31,073,924            | 29                   | 34.2%                  |
| 12.       | Aeroporto Internazionale di Tokyo                                 | Tokyo                | Giappone            | HND/RJTT           | 31,055,210            | 7                    | 63.7%                  |
| 13.       | Aeroporto Internazionale di Chicago-O'Hare                        | Chicago              | Stati Uniti         | ORD/KORD           | 30,860,251            | 7                    | 63.5%                  |
| 14.       | Aeroporto Internazionale di Shanghai-Pudong                       | Shanghai             | Cina                | PVG/ZSPD           | 30,476,531            | 6                    | 60.0%                  |
| 15.       | Aeroporto Internazionale di Los Angeles                           | Los Angeles          | Stati Uniti         | LAX/KLAX           | 28,779,527            | 12                   | 67.3%                  |
| 16.       | Aeroporto Internazionale di Delhi                                 | Delhi                | India               | DEL/VIDP           | 28,500,545            | 1                    | 58.4%                  |
| 17.       | Aeroporto di Hangzhou-Xiaoshan                                    | Hangzhou             | Cina                | HGH/ZSHC           | 28,224,342            | 39                   | 30.6%                  |
| 18.       | Aeroporto Internazionale di Charlotte-Douglas                     | Charlotte            | Stati Uniti         | CLT/KCLT           | 27,205,082            | 16                   | 45.6%                  |
| 19.       | Aeroporto Internazionale di Dubai                                 | Dubai                | Emirati Arabi Uniti | DXB/OMDB           | 25,836,771            | 15                   | 70.1%                  |
| 20.       | Aeroporto di Istanbul-Atatürk                                     | Istanbul             | Turchia             | IST/LTFM           | 23,330,411            | 8                    | 55.3%                  |
| 21.       | Aeroporto di Parigi Charles de Gaulle                             | Parigi               | Francia             | CDG/LFPG           | 22,257,469            | 12                   | 70.8%                  |
| 22.       | Aeroporto Internazionale McCarran                                 | Las Vegas            | Stati Uniti         | LAS/KLAS           | 22,255,395            | 8                    | 57.0%                  |
| 23.       | Aeroporto di Londra-Heathrow                                      | Londra               | Regno Unito         | LHR/EGLL           | 22,111,469            | 16                   | 72.7%                  |
| 24.       | Aeroporto Internazionale Tan Son Nhat                             | Ho Chi Minh          | Vietnam             | SGN/VVTS           | 22,062,893            | 31                   | 49.5%                  |
| 25.       | Aeroporto Internazionale di Città del Messico                     | Città del Messico    | Messico             | MEX/MMMX           | 21,981,711            | 8                    | 56.3%                  |
| 26.       | Aeroporto Internazionale di Phoenix                               | Phoenix              | Stati Uniti         | PHX/KPHX           | 21,928,708            | 18                   | 52.6%                  |
| 27.       | Aeroporto Internazionale di Orlando                               | Orlando              | Stati Uniti         | MCO/KMCO           | 21,617,803            | 5                    | 57.3%                  |
| 28.       | Aeroporto Internazionale di Zhengzhou Xinzheng                    | Xinzheng             | Cina                | CGO/ZHCC           | 21,406,709            | ?                    | 26.5%                  |
| 29.       | Aeroporto Internazionale di Jeju                                  | Jeju                 | Corea del Sud       | CJU/RKPC           | 21,054,854            | ?                    | 32.8%                  |
| 30.       | Aeroporto di Amsterdam-Schiphol                                   | Amsterdam            | Paesi Bassi         | AMS/EHAM           | 20,887,144            | 18                   | 70.9%                  |
| 31.       | Aeroporto di San Paolo-Guarulhos-Governatore André Franco Montoro | San Paolo            | Brasile             | GRU/SBGR           | 20,359,547            | 21                   | 52.9%                  |
| 32.       | Aeroporto Internazionale di Seattle-Tacoma                        | Seattle/Tacoma       | Stati Uniti         | SEA/KSEA           | 20,061,507            | 3                    | 61.3%                  |
| 33.       | Aeroporto di Nanchino                                             | Nanchino             | Cina                | NKG/ZSNJ           | 19,906,576            | ?                    | 34.9%                  |
| 34.       | Aeroporto di Mosca-Šeremet'evo                                    | Chimki               | Russia              | SVO/UUEE           | 19,783,957            | 1                    | 60.4%                  |
| 35.       | Aeroporto Internazionale di Giacarta-Soekarno-Hatta               | Giacarta             | Indonesia           | CGK/WIII           | 19,332,468            | 10                   | 64.5%                  |
| 36.       | Aeroporto di Changsha-Huanghua                                    | Changsha             | Cina                | CSX/ZGHA           | 19,223,825            | ?                    | 28.6%                  |
| 37.       | Aeroporto di Francoforte sul Meno                                 | Francoforte sul Meno | Germania            | FRA/EDDF           | 18,768,601            | 22                   | 73.4%                  |
| 38.       | Aeroporto Internazionale di Miami                                 | Miami                | Stati Uniti         | MIA/KMIA           | 18,663,858            | 7                    | 59.4%                  |
| 39.       | Aeroporto Intercontinentale di Houston - George Bush              | Houston              | Stati Uniti         | IAH/KIAH           | 18,213,913            | 8                    | 59.8%                  |
| 40.       | Aeroporto Internazionale di Seul-Gimpo                            | Seul                 | Corea del Sud       | GMP/RKSS           | 17,446,239            | ?                    | 31.4%                  |
| 41.       | Aeroporto di Madrid-Barajas                                       | Madrid               | Spagna              | MAD/LEMD           | 17,094,817            | 19                   | 72.3%                  |
| 42.       | Aeroporto di Istanbul-Atatürk                                     | Istanbul             | Turchia             | SAW/LTFJ           | 16,982,456            | ?                    | 52.1%                  |
| 43.       | Aeroporto Internazionale di Xiamen Gaoqi                          | Xiamen               | Cina                | XMN/ZSAM           | 16,710,197            | ?                    | 39.0%                  |
| 44.       | Aeroporto Internazionale di Bangkok-Suvarnabhumi                  | Bangkok              | Thailandia          | BKK/VTBS           | 16,706,235            | 25                   | 74.5%                  |
| 45.       | Aeroporto Internazionale John F. Kennedy                          | New York             | Stati Uniti         | JFK/KJFK           | 16,630,642            | 25                   | 73.4%                  |
| 46.       | Aeroporto Internazionale di Guiyang Longdongbao                   | Guiyang              | Cina                | KWE/ZUGY           | 16,583,878            | ?                    | 24.3%                  |
| 47.       | Aeroporto internazionale di Haikou Meilan                         | Haikou               | Cina                | HAK/ZJHK           | 16,490,216            | ?                    | 31.9%                  |
| 48.       | Aeroporto Internazionale di Fort Lauderdale-Hollywood             | Fort Lauderdale      | Stati Uniti         | FLL/KFLL           | 16,484,132            | ?                    | 55.1%                  |
| 49.       | Aeroporto Internazionale Noi Bai                                  | Hanoi                | Vietnam             | HAN/VVNB           | 16,473,214            | ?                    | 43.8%                  |
| 50.       | Aeroporto di San Francisco                                        | San Francisco        | Stati Uniti         | SFO/KSFO           | 16,427,801            | ?                    | 71.4%                  |

## 2019
| Posizione | Aeroporto                                              | Città                | Stato               | Codice (IATA/ICAO) | Passeggeri transitati | Variazione posizione | Variazione % anno 2018 |
| --------- | ------------------------------------------------------ | -------------------- | ------------------- | ------------------ | --------------------- | -------------------- | ---------------------- |
| 1.        | Aeroporto Internazionale di Atlanta-Hartsfield-Jackson | Atlanta              | Stati Uniti         | ATL/KATL           | 110,531,300           | Stabile              | 2.9%                   |
| 2.        | Aeroporto di Pechino-Capitale                          | Pechino              | Cina                | PEK/ZBAA           | 100,011,438           | Stabile              | 1.0%                   |
| 3.        | Aeroporto Internazionale di Los Angeles                | Los Angeles          | Stati Uniti         | LAX/KLAX           | 88,068,013            | 1                    | 0.6%                   |
| 4.        | Aeroporto Internazionale di Dubai                      | Dubai                | Emirati Arabi Uniti | DXB/OMDB           | 86,396,757            | 1                    | 3.1%                   |
| 5.        | Aeroporto Internazionale di Tokyo                      | Tokyo                | Giappone            | HND/RJTT           | 85,505,054            | Stabile              | 1.7%                   |
| 6.        | Aeroporto Internazionale di Chicago-O'Hare             | Chicago              | Stati Uniti         | ORD/KORD           | 84,372,618            | Stabile              | 1.2%                   |
| 7.        | Aeroporto di Londra-Heathrow                           | Londra               | Regno Unito         | LHR/EGLL           | 80,888,305            | Stabile              | 1.0%                   |
| 8.        | Aeroporto Internazionale di Shanghai-Pudong            | Shanghai             | Cina                | PVG/ZSPD           | 76,153,455            | 1                    | 2.9%                   |
| 9.        | Aeroporto di Parigi Charles de Gaulle                  | Parigi               | Francia             | CDG/LFPG           | 76,150,009            | 1                    | 5.4%                   |
| 10.       | Aeroporto Internazionale di Dallas-Fort Worth          | Dallas/Fort Worth    | Stati Uniti         | DFW/KDFW           | 75,066,956            | 5                    | 8.6%                   |
| 11.       | Aeroporto di Canton-Baiyun                             | Canton               | Cina                | CAN/ZGGG           | 73,378,475            | 2                    | 5.2%                   |
| 12.       | Aeroporto di Amsterdam-Schiphol                        | Amsterdam            | Paesi Bassi         | AMS/EHAM           | 71,706,999            | 1                    | 0.9%                   |
| 13.       | Aeroporto Internazionale di Hong Kong                  | Hong Kong            | Hong Kong           | HKG/VHHH           | 71,415,245            | 5                    | 4.2%                   |
| 14.       | Aeroporto Internazionale Incheon                       | Seul                 | Corea del Sud       | ICN/RKSI           | 71,204,153            | 2                    | 4.2%                   |
| 15.       | Aeroporto di Francoforte sul Meno                      | Francoforte sul Meno | Germania            | FRA/EDDF           | 70,556,072            | 1                    | 1.5%                   |
| 16.       | Aeroporto Internazionale di Denver                     | Denver               | Stati Uniti         | DEN/KDEN           | 69,015,703            | 4                    | 7.0%                   |
| 17.       | Aeroporto Internazionale di Delhi                      | Delhi                | India               | DEL/VIDP           | 68,490,731            | 5                    | 2.0%                   |
| 18.       | Aeroporto di Singapore-Changi                          | Singapore            | Singapore           | SIN/WSSS           | 68,283,000            | 1                    | 4.0%                   |
| 19.       | Aeroporto Internazionale di Bangkok-Suvarnabhumi       | Bangkok              | Thailandia          | BKK/VTBS           | 65,421,844            | 2                    | 3.2%                   |
| 20.       | Aeroporto Internazionale John F. Kennedy               | New York             | Stati Uniti         | JFK/KJFK           | 62,551,072            | 2                    | 1.5%                   |
| 21.       | Aeroporto Internazionale di Kuala Lumpur               | Kuala Lumpur         | Malaysia            | KUL/WMKK           | 62,336,469            | 2                    | 3.9%                   |
| 22.       | Aeroporto di Madrid-Barajas                            | Madrid               | Spagna              | MAD/LEMD           | 61,707,469            | 2                    | 6.6%                   |
| 23.       | Aeroporto di San Francisco                             | San Francisco        | Stati Uniti         | SFO/KSFO           | 57,418,574            | 2                    | 0.6%                   |
| 24.       | Aeroporto di Chengdu-Shuangliu                         | Chengdu, Sichuan     | Cina                | CTU/ZUUU           | 55,858,552            | 2                    | 5.5%                   |
| 25.       | Aeroporto Internazionale di Giacarta-Soekarno-Hatta    | Giacarta             | Indonesia           | CGK/WIII           | 54,496,625            | 7                    | 17.0%                  |
| 26.       | Aeroporto di Shenzhen-Bao'an                           | Shenzhen             | Cina                | SZX/ZGSZ           | 52,931,925            | 6                    | 7.3%                   |
| 27.       | Aeroporto di Barcellona-El Prat                        | Barcellona           | Spagna              | BCN/LEBL           | 52,663,623            | Stabile              | 5.0%                   |
| 28.       | Aeroporto di Istanbul-Atatürk                          | Istanbul             | Turchia             | IST/LTFM           | 52,009,220            |                      |                        |
| 29.       | Aeroporto Internazionale di Seattle-Tacoma             | Seattle/Tacoma       | Stati Uniti         | SEA/KSEA           | 51,829,239            | Stabile              | 4.0%                   |
| 30.       | Aeroporto Internazionale McCarran                      | Las Vegas            | Stati Uniti         | LAS/KLAS           | 51,691,066            | Stabile              | 3.7%                   |
| 31.       | Aeroporto Internazionale di Orlando                    | Orlando              | Stati Uniti         | MCO/KMCO           | 50,613,072            | 3                    | 6.1%                   |
| 32.       | Aeroporto Internazionale di Toronto-Pearson            | Toronto              | Canada              | YYZ/CYYZ           | 50,496,804            | 1                    | 2.0%                   |
| 33.       | Aeroporto Internazionale di Città del Messico          | Città del Messico    | Messico             | MEX/MMMX           | 50,308,049            | Stabile              | 5.5%                   |
| 34.       | Aeroporto Internazionale di Charlotte-Douglas          | Charlotte            | Stati Uniti         | CLT/KCLT           | 50,168,783            | 3                    | 8.0%                   |
| 35.       | Aeroporto di Mosca-Šeremet'evo                         | Chimki               | Russia              | SVO/UUEE           | 49,932,752            | 6                    | 8.9%                   |
| 36.       | Aeroporto di Taipei-Taoyuan                            | Taipei               | Taiwan              | TPE/RCTP           | 48,689,372            | Stabile              | 4.6%                   |
| 37.       | Aeroporto Internazionale di Kunming-Changshui          | Kunming              | Cina                | KMG/ZPPP           | 48,076,238            | 2                    | 2.1%                   |
| 38.       | Aeroporto di Monaco di Baviera                         | Monaco di Baviera    | Germania            | MUC/EDDM           | 47,941,348            | Stabile              | 3.7%                   |
| 39.       | Aeroporto Internazionale di Manila-Ninoy Aquino        | Manila               | Filippine           | MNL/RPLL           | 47,898,046            | 3                    | 6.4%                   |
| 40.       | Aeroporto Internazionale di Xi'an Xianyang             | Xianyang             | Cina                | XIY/ZLXY           | 47,220,547            | 5                    | 5.6%                   |
| 41.       | Aeroporto Internazionale Chhatrapati Shivaji           | Mumbai               | India               | BOM/VABB           | 47,055,740            | 13                   | 5.7%                   |
| 42.       | Aeroporto di Londra-Gatwick                            | Londra               | Regno Unito         | LGW/EGKK           | 46,576,473            | 3                    | 0.3%                   |
| 43.       | Aeroporto internazionale di Newark-Liberty             | Newark               | Stati Uniti         | EWR/KEWR           | 46,336,452            | 3                    | 1.1%                   |
| 44.       | Aeroporto Internazionale di Phoenix                    | Phoenix              | Stati Uniti         | PHX/KPHX           | 46,287,790            | Stabile              | 3.0%                   |
| 45.       | Aeroporto Internazionale di Miami                      | Miami                | Stati Uniti         | MIA/KMIA           | 45,924,466            | 2                    | 2.0%                   |
| 46.       | Aeroporto di Shanghai-Hongqiao                         | Shanghai             | Cina                | SHA/ZSSS           | 45,637,882            | 2                    | 4.6%                   |
| 47.       | Aeroporto Intercontinentale di Houston - George Bush   | Houston              | Stati Uniti         | IAH/KIAH           | 44,990,399            | Stabile              | 3.4%                   |
| 48.       | Aeroporto Internazionale di Chongqing-Jiangbei         | Chongqing            | Cina                | CKG/ZUCK           | 44,786,722            | ?                    | 7.7%                   |
| 49.       | Aeroporto Internazionale Kingsford Smith               | Sydney               | Australia           | SYD/YSSY           | 44,446,838            | 3                    | 0.1%                   |
| 50.       | Aeroporto Internazionale di Narita                     | Narita               | Giappone            | NRT/RJAA           | 44,340,847            | Stabile              | 4.2%                   |

## 2018
| Posizione | Aeroporto                                              | Città                | Stato               | Codice (IATA/ICAO) | Passeggeri transitati | Variazione posizione | Variazione % anno 2017 |
| --------- | ------------------------------------------------------ | -------------------- | ------------------- | ------------------ | --------------------- | -------------------- | ---------------------- |
| 1.        | Aeroporto Internazionale di Atlanta-Hartsfield-Jackson | Atlanta              | Stati Uniti         | ATL/KATL           | 107,394,029           | Stabile              | 3.3%                   |
| 2.        | Aeroporto di Pechino-Capitale                          | Pechino              | Cina                | PEK/ZBAA           | 100,983,290           | Stabile              | 5.4%                   |
| 3.        | Aeroporto Internazionale di Dubai                      | Dubai                | Emirati Arabi Uniti | DXB/OMDB           | 89,149,387            | Stabile              | 1.0%                   |
| 4.        | Aeroporto Internazionale di Los Angeles                | Los Angeles          | Stati Uniti         | LAX/KLAX           | 87,534,384            | Stabile              | 3.5%                   |
| 5.        | Aeroporto Internazionale di Tokyo                      | Tokyo                | Giappone            | HND/RJTT           | 87,502,720            | 2                    | 2.5%                   |
| 6.        | Aeroporto Internazionale di Chicago-O'Hare             | Chicago              | Stati Uniti         | ORD/KORD           | 83,339,186            | 1                    | 4.4%                   |
| 7.        | Aeroporto di Londra-Heathrow                           | Londra               | Regno Unito         | LHR/EGLL           | 80,126,320            | 1                    | 2.7%                   |
| 8.        | Aeroporto Internazionale di Hong Kong                  | Hong Kong            | Hong Kong           | HKG/VHHH           | 74,517,402            | Stabile              | 2.6%                   |
| 9.        | Aeroporto Internazionale di Shanghai-Pudong            | Shanghai             | Cina                | PVG/ZSPD           | 74,006,331            | Stabile              | 5.7%                   |
| 10.       | Aeroporto di Parigi Charles de Gaulle                  | Parigi               | Francia             | CDG/LFPG           | 72,229,723            | Stabile              | 4.0%                   |
| 11.       | Aeroporto di Amsterdam-Schiphol                        | Amsterdam            | Paesi Bassi         | AMS/EHAM           | 71,053,147            | Stabile              | 3.7%                   |
| 12.       | Aeroporto Internazionale di Delhi                      | Delhi                | India               | DEL/VIDP           | 69,900,938            | 4                    | 10.2%                  |
| 13.       | Aeroporto di Canton-Baiyun                             | Canton               | Cina                | CAN/ZGGG           | 69,769,497            | Stabile              | 6.0%                   |
| 14.       | Aeroporto di Francoforte sul Meno                      | Francoforte sul Meno | Germania            | FRA/EDDF           | 69,510,269            | Stabile              | 7.8%                   |
| 15.       | Aeroporto Internazionale di Dallas-Fort Worth          | Dallas/Fort Worth    | Stati Uniti         | DFW/KDFW           | 69,112,607            | 3                    | 3.0%                   |
| 16.       | Aeroporto Internazionale Incheon                       | Seul                 | Corea del Sud       | ICN/RKSI           | 68,350,784            | 3                    | 10.0%                  |
| 17.       | Aeroporto di Istanbul-Atatürk                          | Istanbul             | Turchia             | IST/LTBA           | 68,192,683            | 2                    | 6.4%                   |
| 18.       | Aeroporto Internazionale di Giacarta-Soekarno-Hatta    | Giacarta             | Indonesia           | CGK/WIII           | 66,908,159            | 1                    | 6.2%                   |
| 19.       | Aeroporto di Singapore-Changi                          | Singapore            | Singapore           | SIN/WSSS           | 65,628,000            | 1                    | 5.5%                   |
| 20.       | Aeroporto Internazionale di Denver                     | Denver               | Stati Uniti         | DEN/KDEN           | 64,494,613            | Stabile              | 5.1%                   |
| 21.       | Aeroporto Internazionale di Bangkok-Suvarnabhumi       | Bangkok              | Thailandia          | BKK/VTBS           | 63,378,923            | Stabile              | 4.1%                   |
| 22.       | Aeroporto Internazionale John F. Kennedy               | New York             | Stati Uniti         | JFK/KJFK           | 61,623,756            | Stabile              | 3.6%                   |
| 23.       | Aeroporto Internazionale di Kuala Lumpur               | Kuala Lumpur         | Malaysia            | KUL/WMKK           | 60,013,397            | Stabile              | 2.5%                   |
| 24.       | Aeroporto di Madrid-Barajas                            | Madrid               | Spagna              | MAD/LEMD           | 57,862,951            | 1                    | 8.4%                   |
| 25.       | Aeroporto di San Francisco                             | San Francisco        | Stati Uniti         | SFO/KSFO           | 57,708,196            | 1                    | 3.4%                   |
| 26.       | Aeroporto di Chengdu-Shuangliu                         | Chengdu, Sichuan     | Cina                | CTU/ZUUU           | 52,950,529            | Stabile              | 6.3%                   |
| 27.       | Aeroporto di Barcellona-El Prat                        | Barcellona           | Spagna              | BCN/LEBL           | 50,148,228            | 1                    | 6.1%                   |
| 28.       | Aeroporto Internazionale Chhatrapati Shivaji           | Mumbai               | India               | BOM/VABB           | 49,876,769            | 1                    | 5.7%                   |
| 29.       | Aeroporto Internazionale McCarran                      | Las Vegas            | Stati Uniti         | LAS/KLAS           | 49,863,090            | 2                    | 2.7%                   |
| 30.       | Aeroporto Internazionale di Seattle-Tacoma             | Seattle/Tacoma       | Stati Uniti         | SEA/KSEA           | 49,849,520            | 1                    | 6.2%                   |
| 31.       | Aeroporto Internazionale di Toronto-Pearson            | Toronto              | Canada              | YYZ/CYYZ           | 49,467,097            | 1                    | 5.0%                   |
| 32.       | Aeroporto di Shenzhen-Bao'an                           | Shenzhen             | Cina                | SZX/ZGSZ           | 49,348,950            | 2                    | 8.3%                   |
| 33.       | Aeroporto Internazionale di Città del Messico          | Città del Messico    | Messico             | MEX/MMMX           | 47,700,834            | 3                    | 6.6%                   |
| 34.       | Aeroporto Internazionale di Orlando                    | Orlando              | Stati Uniti         | MCO/KMCO           | 47,694,573            | 5                    | 7.2%                   |
| 35.       | Aeroporto Internazionale di Kunming-Changshui          | Kunming              | Cina                | KMG/ZPPP           | 47,215,986            | 2                    | 5.6%                   |
| 36.       | Aeroporto di Taipei-Taoyuan                            | Taipei               | Taiwan              | TPE/RCTP           | 46,535,180            | 1                    | 3.7%                   |
| 37.       | Aeroporto Internazionale di Charlotte-Douglas          | Charlotte            | Stati Uniti         | CLT/KCLT           | 46,446,721            | 5                    | 1.2%                   |
| 38.       | Aeroporto di Londra-Gatwick                            | Londra               | Regno Unito         | LGW/EGKK           | 46,432,630            | 6                    | 1.9%                   |
| 39.       | Aeroporto di Monaco di Baviera                         | Monaco di Baviera    | Germania            | MUC/EDDM           | 46,253,623            | 1                    | 3.8%                   |
| 40.       | Aeroporto internazionale di Newark-Liberty             | Newark               | Stati Uniti         | EWR/KEWR           | 46,065,175            | 3                    | 6.6%                   |
| 41.       | Aeroporto di Mosca-Šeremet'evo                         | Chimki               | Russia              | SVO/UUEE           | 45,836,255            | 9                    | 14.3%                  |
| 42.       | Aeroporto Internazionale di Miami                      | Miami                | Stati Uniti         | MIA/KMIA           | 45,044,312            | 2                    | 2.1%                   |
| 43.       | Aeroporto Internazionale di Phoenix                    | Phoenix              | Stati Uniti         | PHX/KPHX           | 44,943,686            | 2                    | 2.3%                   |
| 44.       | Aeroporto Internazionale di Xi'an Xianyang             | Xianyang             | Cina                | XIY/ZLXY           | 44,653,927            | 2                    | 6.7%                   |
| 45.       | Aeroporto Internazionale di Manila-Ninoy Aquino        | Manila               | Filippine           | MNL/RPLL           | 44,488,321            | 1                    | 5.9%                   |
| 46.       | Aeroporto Internazionale Kingsford Smith               | Sydney               | Australia           | SYD/YSSY           | 44,475,976            | 4                    | 2.5%                   |
| 47.       | Aeroporto Intercontinentale di Houston - George Bush   | Houston              | Stati Uniti         | IAH/KIAH           | 43,807,539            | 1                    | 7.7%                   |
| 48.       | Aeroporto di Shanghai-Hongqiao                         | Shanghai             | Cina                | SHA/ZSSS           | 43,628,004            | 3                    | 4.2%                   |
| 49.       | Aeroporto di Roma-Fiumicino                            | Roma                 | Italia              | FCO/LIRF           | 42,991,056            | 2                    | 4.9%                   |
| 50.       | Aeroporto Internazionale di Narita                     | Narita               | Giappone            | NRT/RJAA           | 42,549,173            | 1                    | 4.7%                   |

## 2017
| Posizione | Aeroporto                                              | Città                | Stato               | Codice (IATA/ICAO) | Passeggeri transitati | Variazione posizione | Variazione % anno 2016 |
| --------- | ------------------------------------------------------ | -------------------- | ------------------- | ------------------ | --------------------- | -------------------- | ---------------------- |
| 1.        | Aeroporto Internazionale di Atlanta-Hartsfield-Jackson | Atlanta              | Stati Uniti         | ATL/KATL           | 103.902.992           | Stabile              | 0.2%                   |
| 2.        | Aeroporto di Pechino-Capitale                          | Pechino              | Cina                | PEK/ZBAA           | 95.786.296            | Stabile              | 1.4%                   |
| 3.        | Aeroporto Internazionale di Dubai                      | Dubai                | Emirati Arabi Uniti | DXB/OMDB           | 88.242.099            | Stabile              | 5.4%                   |
| 4.        | Aeroporto Internazionale di Tokyo                      | Tokyo                | Giappone            | HND/RJTT           | 84.956.964            | 2                    | 3.3%                   |
| 5.        | Aeroporto Internazionale di Los Angeles                | Los Angeles          | Stati Uniti         | LAX/KLAX           | 84.557.968            | 1                    | 7.9%                   |
| 6.        | Aeroporto Internazionale di Chicago-O'Hare             | Chicago              | Stati Uniti         | ORD/KORD           | 79.800.000            | 1                    | 1.3%                   |
| 7.        | Aeroporto di Londra-Heathrow                           | Londra               | Regno Unito         | LHR/EGLL           | 78.047.278            | Stabile              | 0.9%                   |
| 8.        | Aeroporto Internazionale di Hong Kong                  | Hong Kong            | Hong Kong           | HKG/VHHH           | 72.867.000            | Stabile              | 2.9%                   |
| 9.        | Aeroporto Internazionale di Shanghai-Pudong            | Shanghai             | Cina                | PVG/ZSPD           | 70.004.300            | Stabile              | 13.9%                  |
| 10.       | Aeroporto di Parigi Charles de Gaulle                  | Parigi               | Francia             | CDG/LFPG           | 69.471.442            | Stabile              | 0.2%                   |
| 11.       | Aeroporto di Amsterdam-Schiphol                        | Amsterdam            | Paesi Bassi         | AMS/EHAM           | 68.515.425            | 1                    | 9.1%                   |
| 12.       | Aeroporto Internazionale di Dallas-Fort Worth          | Dallas/Fort Worth    | Stati Uniti         | DFW/KDFW           | 67.092.194            | 1                    | 2.3%                   |
| 13.       | Aeroporto di Francoforte sul Meno                      | Francoforte sul Meno | Germania            | FRA/EDDF           | 64.500.386            | 1                    | 0.3%                   |
| 14.       | Aeroporto di Istanbul-Atatürk                          | Istanbul             | Turchia             | IST/LTBA           | 63,727,448            | Stabile              | 1.9%                   |
| 15.       | Aeroporto Internazionale Soekarno-Hatta                | Giacarta             | Indonesia           | CGK/WIII           | 63.015.620            | 6                    | 9.3%                   |
| 16.       | Aeroporto di Singapore-Changi                          | Singapore            | Singapore           | SIN/WSSS           | 62.219.573            | 1                    | 5.8%                   |
| 17.       | Aeroporto Internazionale Incheon                       | Seul                 | Corea del Sud       | ICN/RKSI           | 62.082.032            | 2                    | 17.2%                  |
| 18.       | Aeroporto Internazionale di Denver                     | Denver               | Stati Uniti         | DEN/KDEN           | 61.379.396            | Stabile              | 7.9%                   |
| 19.       | Aeroporto Internazionale di Bangkok-Suvarnabhumi       | Bangkok              | Thailandia          | BKK/VTBS           | 60.860.704            | 1                    | 5.6%                   |
| 20.       | Aeroporto di Canton-Baiyun                             | Canton               | Cina                | CAN/ZGGG           | 59.780.000            | 5                    | 8.2%                   |
| 21.       | Aeroporto Internazionale John F. Kennedy               | New York             | Stati Uniti         | JFK/KJFK           | 59.345.421            | 5                    | 3.7%                   |
| 22.       | Aeroporto Internazionale di Kuala Lumpur               | Kuala Lumpur         | Malaysia            | KUL/WMKK           | 58.554.627            | 2                    | 0.01%                  |
| 23.       | Aeroporto Internazionale di San Francisco              | San Francisco        | Stati Uniti         | SFO/KSFO           | 55.832.518            | 1                    | 6%                     |
| 24.       | Aeroporto di Madrid-Barajas                            | Madrid               | Spagna              | MAD/LEMD           | 53.402.506            | 1                    | 7.6%                   |
| 25.       | Aeroporto Internazionale McCarran                      | Las Vegas            | Stati Uniti         | LAS/KLAS           | 48.500.194[           | Stabile              | 4.5%                   |
| 26.       | Aeroporto di Barcellona-El Prat                        | Barcellona           | Spagna              | BCN/LEBL           | 47.284.500            | 3                    | 11.2%                  |
| 27.       | Aeroporto Internazionale di Seattle-Tacoma             | Seattle/Tacoma       | Stati Uniti         | SEA/KSEA           | 46.934.194            | 1                    | 8%                     |
| 28.       | Aeroporto Internazionale di Charlotte-Douglas          | Charlotte            | Stati Uniti         | CLT/KCLT           | 45.909.899            | Stabile              | 1%                     |
| 29.       | Aeroporto Internazionale di Miami                      | Miami                | Stati Uniti         | MIA/KMIA           | 44.071.313            | 2                    | 0.5%                   |
| 30.       | Aeroporto di Monaco di Baviera                         | Monaco di Baviera    | Germania            | MUC/EDDM           | 44.577.241            | 1                    | 1.4%                   |

## 2016
| Posizione | Aeroporto                                              | Città                | Stato               | Codice (IATA/ICAO) | Passeggeri transitati | Variazione posizione | Variazione % anno 2015 |
| --------- | ------------------------------------------------------ | -------------------- | ------------------- | ------------------ | --------------------- | -------------------- | ---------------------- |
| 1.        | Aeroporto Internazionale di Atlanta-Hartsfield-Jackson | Atlanta              | Stati Uniti         | ATL/KATL           | 104.171.935           | Stabile              | 2.6%                   |
| 2.        | Aeroporto di Pechino-Capitale                          | Pechino              | Cina                | PEK/ZBAA           | 94.393.000            | Stabile              | 4.7%                   |
| 3.        | Aeroporto Internazionale di Dubai                      | Dubai                | Emirati Arabi Uniti | DXB/OMDB           | 83.654.000            | Stabile              | 6.5%                   |
| 4.        | Aeroporto Internazionale di Los Angeles                | Los Angeles          | Stati Uniti         | LAX/KLAX           | 80.921.527            | 3                    | 7.9%                   |
| 5.        | Aeroporto Internazionale di Chicago-O'Hare             | Chicago              | Stati Uniti         | ORD/KORD           | 77.960.588            | 1                    | 1.3%                   |
| 6.        | Aeroporto Internazionale di Tokyo                      | Tokyo                | Giappone            | HND/RJTT           | 77.738.355            | 1                    | 3.3%                   |
| 7.        | Aeroporto di Londra-Heathrow                           | Londra               | Regno Unito         | LHR/EGLL           | 75.671.863            | 1                    | 0.9%                   |
| 8.        | Aeroporto Internazionale di Hong Kong                  | Hong Kong            | Hong Kong           | HKG/VHHH           | 70.502.000            | Stabile              | 2.9%                   |
| 9.        | Aeroporto Internazionale di Shanghai-Pudong            | Shanghai             | Cina                | PVG/ZSPD           | 68.488.000            | 4                    | 13.9%                  |
| 10.       | Aeroporto di Parigi Charles de Gaulle                  | Parigi               | Francia             | CDG/LFPG           | 65.933.145            | 1                    | 0.2%                   |
| 11.       | Aeroporto Internazionale di Dallas-Fort Worth          | Dallas/Fort Worth    | Stati Uniti         | DFW/KDFW           | 65.670.697            | 1                    | 2.3%                   |
| 12.       | Aeroporto di Amsterdam-Schiphol                        | Amsterdam            | Paesi Bassi         | AMS/EHAM           | 63.625.664            | 3                    | 9.1%                   |
| 13.       | Aeroporto di Francoforte sul Meno                      | Francoforte sul Meno | Germania            | FRA/EDDF           | 60.792.308            | 1                    | 0.3%                   |
| 14.       | Aeroporto di Istanbul-Atatürk                          | Istanbul             | Turchia             | IST/LTBA           | 60.119.215            | 3                    | 1.9%                   |
| 15.       | Aeroporto di Canton-Baiyun                             | Canton               | Cina                | CAN/ZGGG           | 59.780.000            | 3                    | 8.2%                   |
| 16.       | Aeroporto Internazionale John F. Kennedy               | New York             | Stati Uniti         | JFK/KJFK           | 58.956.288            | Stabile              | 3.7%                   |
| 17.       | Aeroporto di Singapore-Changi                          | Singapore            | Singapore           | SIN/WSSS           | 58.698.039            | 2                    | 5.8%                   |
| 18.       | Aeroporto Internazionale di Denver                     | Denver               | Stati Uniti         | DEN/KDEN           | 58.299.590            | 1                    | 7.9%                   |
| 19.       | Aeroporto Internazionale Incheon                       | Seul                 | Corea del Sud       | ICN/RKSI           | 57.765.397            | 3                    | 17.2%                  |
| 20.       | Aeroporto Internazionale di Bangkok-Suvarnabhumi       | Bangkok              | Thailandia          | BKK/VTBS           | 55.892.428            | Stabile              | 5.6%                   |
| 21.       | Aeroporto Internazionale Soekarno-Hatta                | Giacarta             | Indonesia           | CGK/WIII           | 54.145.000            | 7                    | 9.3%                   |
| 22.       | Aeroporto Internazionale di San Francisco              | San Francisco        | Stati Uniti         | SFO/KSFO           | 53.106.505            | 1                    | 6%                     |
| 23.       | Aeroporto di Madrid-Barajas                            | Madrid               | Spagna              | MAD/LEMD           | 50.420.583            | 1                    | 7.6%                   |
| 24.       | Aeroporto Internazionale di Kuala Lumpur               | Kuala Lumpur         | Malaysia            | KUL/WMKK           | 48.946.254            | 1                    | 0.01%                  |
| 25.       | Aeroporto Internazionale McCarran                      | Las Vegas            | Stati Uniti         | LAS/KLAS           | 47.435.640[           | Stabile              | 4.5%                   |
| 26.       | Aeroporto Internazionale di Seattle-Tacoma             | Seattle/Tacoma       | Stati Uniti         | SEA/KSEA           | 45.736.700            | 4                    | 8%                     |
| 27.       | Aeroporto Internazionale di Miami                      | Miami                | Stati Uniti         | MIA/KMIA           | 44.584.603            | Stabile              | 0.5%                   |
| 28.       | Aeroporto Internazionale di Charlotte-Douglas          | Charlotte            | Stati Uniti         | CLT/KCLT           | 44.422.022            | 2                    | 1%                     |
| 29.       | Aeroporto di Barcellona-El Prat                        | Barcellona           | Spagna              | BCN/LEBL           | 44.154.693            | 2                    | 11.2%                  |
| 30.       | Aeroporto Internazionale di Phoenix                    | Phoenix (Arizona)    | Stati Uniti         | PHX/KPHX           | 43.383.528            | 2                    | 1.4%                   |

## 2015
| Posizione | Aeroporto                                              | Città                | Stato               | Codice (IATA/ICAO) | Totale passeggeri | Variazione posizione | Variazione % anno 2012 |
| --------- | ------------------------------------------------------ | -------------------- | ------------------- | ------------------ | ----------------- | -------------------- | ---------------------- |
| 1.        | Aeroporto Internazionale di Atlanta-Hartsfield-Jackson | Atlanta              | Stati Uniti         | ATL/KATL           | 101.491.106       | Stabile              | 6.3%                   |
| 2.        | Aeroporto di Pechino-Capitale                          | Pechino              | Cina                | PEK/ZBAA           | 90.130.390        | Stabile              | 10%                    |
| 3.        | Aeroporto Internazionale di Dubai                      | Dubai                | Emirati Arabi Uniti | DXB/OMDB           | 78.475.336        | 7                    | 36%                    |
| 4.        | Aeroporto Internazionale di Chicago-O'Hare             | Chicago              | Stati Uniti         | ORD/KORD           | 76.949.336        | 1                    | 15.4%                  |
| 5.        | Aeroporto Internazionale di Tokyo                      | Tokyo                | Giappone            | HND/RJTT           | 75.254.942        | 1                    | 12.6%                  |
| 6.        | Aeroporto di Londra-Heathrow                           | Londra               | Regno Unito         | LHR/EGLL           | 74.985.748        | 3                    | 7%                     |
| 7.        | Aeroporto Internazionale di Los Angeles                | Los Angeles          | Stati Uniti         | LAX/KLAX           | 74.936.256        | 1                    | 17.6%                  |
| 8.        | Aeroporto Internazionale di Hong Kong                  | Hong Kong            | Hong Kong           | HKG/VHHH           | 68.488.000        | 4                    | 22.1%                  |
| 9.        | Aeroporto di Parigi Charles de Gaulle                  | Parigi               | Francia             | CDG/LFPG           | 65.766.986        | 2                    | 6.7%                   |
| 10.       | Aeroporto Internazionale di Dallas-Fort Worth          | Dallas/Fort Worth    | Stati Uniti         | DFW/KDFW           | 64.174.163        | 2                    | 9.5%                   |
| 11.       | Aeroporto di Istanbul-Atatürk                          | Istanbul             | Turchia             | IST/LTBA           | 61.322.729        | 11                   | 40,4%                  |
| 12.       | Aeroporto di Francoforte sul Meno                      | Francoforte sul Meno | Germania            | FRA/EDDF           | 61.032.022        | 1                    | 6%                     |
| 13.       | Aeroporto Internazionale di Shanghai-Pudong            | Shanghai             | Cina                | PVG/ZSPD           | 60.098.073        | 7                    | 33.9%                  |
| 14.       | Aeroporto Internazionale Soekarno-Hatta                | Giacarta             | Indonesia           | CGK/WIII           | 59.701.543        | 5                    | 3.3%                   |
| 15.       | Aeroporto di Amsterdam-Schiphol                        | Amsterdam            | Paesi Bassi         | AMS/EHAM           | 58.284.864        | 1                    | 14.2%                  |
| 16.       | Aeroporto Internazionale John F. Kennedy               | New York             | Stati Uniti         | JFK/KJFK           | 56.827.154        | 1                    | 15.2%                  |
| 17.       | Aeroporto di Singapore-Changi                          | Singapore            | Singapore           | SIN/WSSS           | 55.448.964        | 2                    | 8.3%                   |
| 18.       | Aeroporto di Canton-Baiyun                             | Canton               | Cina                | CAN/ZGGG           | 55.201.915        | Stabile              | 13.7%                  |
| 19.       | Aeroporto Internazionale di Denver                     | Denver               | Stati Uniti         | DEN/KDEN           | 54.014.502        | 6                    | 1.6%                   |
| 20.       | Aeroporto Internazionale di Bangkok-Suvarnabhumi       | Bangkok              | Thailandia          | BKK/VTBS           | 52.902.110        | 6                    | 0,1%                   |
| 21.       | Aeroporto Internazionale di San Francisco              | San Francisco        | Stati Uniti         | SFO/KSFO           | 50.067.094        | 1                    | 12.7%                  |
| 22.       | Aeroporto Internazionale Incheon                       | Seul                 | Corea del Sud       | ICN/RKSI           | 49.281.420        | 8                    | 25.8%                  |
| 23.       | Aeroporto Internazionale di Kuala Lumpur               | Kuala Lumpur         | Malaysia            | KUL/WMKK           | 48.938.424        | 5                    | 22.6%                  |
| 24.       | Aeroporto di Madrid-Barajas                            | Madrid               | Spagna              | MAD/LEMD           | 46.828.279        | 4                    | 3.6%                   |
| 25.       | Aeroporto Internazionale McCarran                      | Las Vegas            | Stati Uniti         | LAS/KLAS           | 45 389 074        | Stabile              | 11.2%                  |
| 26.       | Aeroporto Internazionale di Charlotte-Douglas          | Charlotte            | Stati Uniti         | CLT/KCLT           | 44.876.627        | 2                    | 8.8%                   |
| 27.       | Aeroporto Internazionale di Miami                      | Miami                | Stati Uniti         | MIA/KMIA           | 44.350.247        | 2                    | 12.3%                  |
| 28.       | Aeroporto Internazionale di Phoenix                    | Phoenix (Arizona)    | Stati Uniti         | PHX/KPHX           | 44.006.205        | 3                    | 8.8%                   |
| 29.       | Aeroporto Intercontinentale di Houston - George Bush   | Houston              | Stati Uniti         | IAH/KIAH           | 43.023.224        | 3                    | 7.8%                   |
| 30.       | Aeroporto Internazionale di Seattle-Tacoma             | Seattle/Tacoma       | Stati Uniti         | SEA/KSEA           | 42.340.537        | 1                    | 10.6%                  |

## 2012
| Posizione | Aeroporto                                              | Città                | Stato               | Codice (IATA/ICAO) | Totale passeggeri | Variazione posizione | Variazione % anno 2011 |
| --------- | ------------------------------------------------------ | -------------------- | ------------------- | ------------------ | ----------------- | -------------------- | ---------------------- |
| 1.        | Aeroporto Internazionale di Atlanta-Hartsfield-Jackson | Atlanta              | Stati Uniti         | ATL/KATL           | 95 462 867        | Stabile              | 3.3%                   |
| 2.        | Aeroporto di Pechino-Capitale                          | Pechino              | Cina                | PEK/ZBAA           | 81 929 359        | Stabile              | 4.1%                   |
| 3.        | Aeroporto di Londra-Heathrow                           | Londra               | Regno Unito         | LHR/EGLL           | 70 037 417        | Stabile              | 0.7%                   |
| 4.        | Aeroporto Internazionale di Tokyo                      | Tokyo                | Giappone            | HND/RJTT           | 66 795 178        | 1                    | 6.7%                   |
| 5.        | Aeroporto Internazionale di Chicago-O'Hare             | Chicago              | Stati Uniti         | ORD/KORD           | 66 633 503        | 1                    | 0.1%                   |
| 6.        | Aeroporto Internazionale di Los Angeles                | Los Angeles          | Stati Uniti         | LAX/KLAX           | 63 688 121        | Stabile              | 3.0%                   |
| 7.        | Aeroporto di Parigi Charles de Gaulle                  | Parigi               | Francia             | CDG/LFPG           | 61 611 934        | Stabile              | 1.1%                   |
| 8.        | Aeroporto Internazionale di Dallas-Fort Worth          | Dallas/Fort Worth    | Stati Uniti         | DFW/KDFW           | 58 591 842        | Stabile              | 1.4%                   |
| 9.        | Aeroporto Internazionale Soekarno-Hatta                | Giacarta             | Indonesia           | CGK/WIII           | 57 772 762        | 3                    | 12.1%                  |
| 10.       | Aeroporto Internazionale di Dubai                      | Dubai                | Emirati Arabi Uniti | DXB/OMDB           | 57 684 550        | 3                    | 13.2%                  |
| 11.       | Aeroporto di Francoforte sul Meno                      | Francoforte sul Meno | Germania            | FRA/EDDF           | 57 520 001        | 2                    | 1.9%                   |
| 12.       | Aeroporto Internazionale di Hong Kong                  | Hong Kong            | Hong Kong           | HKG/VHHH           | 56 057 751        | 2                    | 5.1%                   |
| 13.       | Aeroporto Internazionale di Denver                     | Denver               | Stati Uniti         | DEN/KDEN           | 53 156 278        | 2                    | 0.6%                   |
| 14.       | Aeroporto Internazionale di Bangkok-Suvarnabhumi       | Bangkok              | Thailandia          | BKK/VTBS           | 53 002 328        | 2                    | 10.6%                  |
| 15.       | Aeroporto di Singapore-Changi                          | Singapore            | Singapore           | SIN/WSSS           | 51 181 804        | 3                    | 10.0%                  |
| 16.       | Aeroporto di Amsterdam-Schiphol                        | Amsterdam            | Paesi Bassi         | AMS/EHAM           | 51 035 590        | 2                    | 2.6%                   |
| 17.       | Aeroporto Internazionale John F. Kennedy               | New York             | Stati Uniti         | JFK/KJFK           | 49 291 765        | Stabile              | 3.5%                   |
| 18.       | Aeroporto di Canton-Baiyun                             | Canton               | Cina                | CAN/ZGGG           | 48 548 430        | 1                    | 7.8%                   |
| 19.       | Aeroporto di Madrid-Barajas                            | Madrid               | Spagna              | MAD/LEMD           | 45 176 978        | 4                    | 9.0%                   |
| 20.       | Aeroporto Internazionale di Shanghai-Pudong            | Shanghai             | Cina                | PVG/ZSPD           | 44 880 164        | Stabile              | 8.3%                   |
| 21.       | Aeroporto Internazionale di San Francisco              | San Francisco        | Stati Uniti         | SFO/KSFO           | 44 399 885        | Stabile              | 8.5%                   |
| 22.       | Aeroporto di Istanbul-Atatürk                          | Istanbul             | Turchia             | IST/LTBA           | 43 648 394        | 6                    | 16%                    |
| 23.       | Aeroporto Internazionale di Charlotte-Douglas          | Charlotte            | Stati Uniti         | CLT/KCLT           | 41 228 372        | 2                    | 5.6%                   |
| 24.       | Aeroporto Internazionale McCarran                      | Las Vegas            | Stati Uniti         | LAS/KLAS           | 40 799 830        | 4                    | 0.6%                   |
| 25.       | Aeroporto Internazionale di Phoenix                    | Phoenix (Arizona)    | Stati Uniti         | PHX/KPHX           | 40 421 611        | 2                    | 0.3%                   |
| 26.       | Aeroporto Intercontinentale di Houston - George Bush   | Houston              | Stati Uniti         | IAH/KIAH           | 39 891 444        | 2                    | 0.4%                   |
| 27.       | Aeroporto Internazionale di Kuala Lumpur               | Kuala Lumpur         | Malaysia            | KUL/WMKK           | 39 887 866        | 1                    | 5.8%                   |
| 28.       | Aeroporto Internazionale di Miami                      | Miami                | Stati Uniti         | MIA/KMIA           | 39 467 444        | 2                    | 3.0%                   |
| 29.       | Aeroporto Internazionale Incheon                       | Seul                 | Corea del Sud       | ICN/RKSI           | 39 154 375        | 4                    | 11.3%                  |
| 30.       | Aeroporto di Monaco di Baviera                         | Monaco di Baviera    | Germania            | MUC/EDDM           | 38 360 604        | 3                    | 1.6%                   |

## 2011
| Posizione | Aeroporto                                              | Città                | Stato               | Codice (IATA/ICAO) | Totale passeggeri | Variazione posizione | Variazione % anno 2010 |
| --------- | ------------------------------------------------------ | -------------------- | ------------------- | ------------------ | ----------------- | -------------------- | ---------------------- |
| 1.        | Aeroporto Internazionale di Atlanta-Hartsfield-Jackson | Atlanta              | Stati Uniti         | ATL/KATL           | 92 365 860        | Stabile              | 3.4%                   |
| 2.        | Aeroporto di Pechino-Capitale                          | Pechino              | Cina                | PEK/ZBAA           | 77 403 668        | Stabile              | 4.7%                   |
| 3.        | Aeroporto di Londra-Heathrow                           | Londra               | Regno Unito         | LHR/EGLL           | 69 433 565        | 1                    | 5.4%                   |
| 4.        | Aeroporto Internazionale di Chicago-O'Hare             | Chicago              | Stati Uniti         | ORD/KORD           | 66 561 023        | 1                    | 0.5%                   |
| 5.        | Aeroporto Internazionale di Tokyo                      | Tokyo                | Giappone            | HND/RJTT           | 62 263 025        | Stabile              | 2.9%                   |
| 6.        | Aeroporto Internazionale di Los Angeles                | Los Angeles          | Stati Uniti         | LAX/KLAX           | 61 848 449        | Stabile              | 4.8%                   |
| 7.        | Aeroporto di Parigi Charles de Gaulle                  | Parigi               | Francia             | CDG/LFPG           | 60 970 551        | Stabile              | 4.8%                   |
| 8.        | Aeroporto Internazionale di Dallas-Fort Worth          | Dallas/Fort Worth    | Stati Uniti         | DFW/KDFW           | 57 806 152        | Stabile              | 1.6%                   |
| 9.        | Aeroporto di Francoforte sul Meno                      | Francoforte sul Meno | Germania            | FRA/EDDF           | 56 436 255        | Stabile              | 6.5%                   |
| 10.       | Aeroporto Internazionale di Hong Kong                  | Hong Kong            | Hong Kong           | HKG/VHHH           | 53 314 213        | 1                    | 5.9%                   |
| 11.       | Aeroporto Internazionale di Denver                     | Denver               | Stati Uniti         | DEN/KDEN           | 52 699 298        | 1                    | 0.9%                   |
| 12.       | Aeroporto Internazionale Soekarno-Hatta                | Giacarta             | Indonesia           | CGK/WIII           | 52 446 618        | 4                    | 19.3%                  |
| 13.       | Aeroporto Internazionale di Dubai                      | Dubai                | Emirati Arabi Uniti | DXB/OMDB           | 50 977 960        | Stabile              | 8.1%                   |
| 14.       | Aeroporto di Amsterdam-Schiphol                        | Amsterdam            | Paesi Bassi         | AMS/EHAM           | 49 754 910        | 1                    | 10.1%                  |
| 15.       | Aeroporto di Madrid-Barajas                            | Madrid               | Spagna              | MAD/LEMD           | 49 644 302        | 3                    | 0.4%                   |
| 16.       | Aeroporto Internazionale di Bangkok-Suvarnabhumi       | Bangkok              | Thailandia          | BKK/VTBS           | 47 910 744        | 1                    | 12.0%                  |
| 17.       | Aeroporto Internazionale John F. Kennedy               | New York             | Stati Uniti         | JFK/KJFK           | 47 854 283        | 3                    | 2.9%                   |
| 18.       | Aeroporto di Singapore-Changi                          | Singapore            | Singapore           | SIN/WSSS           | 46 543 845        | Stabile              | 10.7%                  |
| 19.       | Aeroporto di Canton-Baiyun                             | Canton               | Cina                | CAN/ZGGG           | 45 040 340        | Stabile              | 9.0%                   |
| 20.       | Aeroporto Internazionale McCarran                      | Las Vegas            | Stati Uniti         | LAS/KLAS           | 41 479 572        | 2                    | 4.3%                   |
| 21.       | Aeroporto Internazionale di Shanghai-Pudong            | Shanghai             | Cina                | PVG/ZSPD           | 41 450 211        | 1                    | 2.6%                   |
| 22.       | Aeroporto Internazionale di San Francisco              | San Francisco        | Stati Uniti         | SFO/KSFO           | 40 907 389        | 1                    | 4.2%                   |
| 23.       | Aeroporto Internazionale di Phoenix                    | Phoenix (Arizona)    | Stati Uniti         | PHX/KPHX           | 40 565 677        | 1                    | 5.2%                   |
| 24.       | Aeroporto Intercontinentale di Houston - George Bush   | Houston              | Stati Uniti         | IAH/KIAH           | 40.475.058        | 3                    | 0.8%                   |
| 25.       | Aeroporto Internazionale di Charlotte-Douglas          | Charlotte            | Stati Uniti         | CLT/KCLT           | 39 043 708        | Stabile              | 2.4%                   |
| 26.       | Aeroporto Internazionale di Miami                      | Miami                | Stati Uniti         | MIA/KMIA           | 38 314 389        | 2                    | 7.3%                   |
| 27.       | Aeroporto di Monaco di Baviera                         | Monaco di Baviera    | Germania            | MUC/EDDM           | 37 763 701        | 3                    | 8.8%                   |
| 28.       | Aeroporto Internazionale di Kuala Lumpur               | Kuala Lumpur         | Malaysia            | KUL/WMKK           | 37 670 586        | ?                    | 10.5%                  |
| 29.       | Aeroporto di Roma-Fiumicino                            | Roma                 | Italia              | FCO/LIRF           | 37 651 222        | 3                    | 3.9%                   |
| 30.       | Aeroporto di Istanbul-Atatürk                          | Istanbul             | Turchia             | IST/LTBA           | 37 398 221        | ?                    | 16.3%                  |

## 2010
| Posizione | Aeroporto                                              | Localizzazione                                       | Codice (IATA/ICAO) | Totale passeggeri | Variazione posizione | Variazione % anno 2009 |
| --------- | ------------------------------------------------------ | ---------------------------------------------------- | ------------------ | ----------------- | -------------------- | ---------------------- |
| 1.        | Aeroporto internazionale di Atlanta-Hartsfield Jackson | Atlanta, Georgia, Stati Uniti d'America              | ATL/KATL           | 89.331.622        | Stabile              | 1.5%                   |
| 2.        | Aeroporto internazionale di Pechino                    | Pechino, Cina                                        | PEK/ZBAA           | 73.891.801        | 1                    | 13.0%                  |
| 3.        | Aeroporto internazionale di Chicago-O'Hare             | Chicago, Illinois, Stati Uniti d'America             | ORD/KORD           | 66.665.390        | 1                    | 3.3%                   |
| 4.        | Aeroporto di Londra-Heathrow                           | Hillingdon, Greater London, Inghilterra, Regno Unito | LHR/EGLL           | 65.884.143        | 2                    | 0.2%                   |
| 5.        | Aeroporto Internazionale di Tokyo                      | Tokyo, Honshū, Giappone                              | HND/RJTT           | 64.069.098        | Stabile              | 3.4%                   |
| 6.        | Aeroporto Internazionale di Los Angeles                | Los Angeles, California, Stati Uniti d'America       | LAX/KLAX           | 58.915.100        | 1                    | 4.2%                   |
| 7.        | Aeroporto di Parigi-Charles de Gaulle                  | Roissy-en-France, Val-d'Oise, Île-de-France, Francia | CDG/LFPG           | 58.167.062        | 1                    | 0.4%                   |
| 8.        | Aeroporto internazionale di Dallas-Fort Worth          | Dallas/Fort Worth (Texas), Stati Uniti d'America     | DFW/KDFW           | 56.905.066        | Stabile              | 1.6%                   |
| 9.        | Aeroporto di Francoforte sul Meno                      | Francoforte sul Meno, Assia, Germania                | FRA/EDDF           | 53.009.221        | Stabile              | 4.1%                   |
| 10.       | Aeroporto internazionale di Denver                     | Denver, Colorado, Stati Uniti d'America              | DEN/KDEN           | 52.211.242        | Stabile              | 4.1%                   |
| 11.       | Aeroporto Internazionale di Hong Kong                  | Hong Kong, Cina                                      | HKG/VHHH           | 50.410.819        | 2                    | 10.6%                  |
| 12.       | Aeroporto di Madrid-Barajas                            | Barajas, Madrid, Spagna                              | MAD/LEMD           | 49.786.202        | 1                    | 2.8%                   |
| 13.       | Dubai International Airport                            | Garhoud, Dubai, Emirati Arabi Uniti                  | DXB/OMDB           | 47.180.628        | 2                    | 15.4%                  |
| 14.       | John F. Kennedy International Airport                  | Queens, New York, New York, Stati Uniti d'America    | JFK/KJFK           | 46.495.876        | 2                    | 1.4%                   |
| 15.       | Aeroporto di Amsterdam-Schiphol                        | Haarlemmermeer, Paesi Bassi                          | AMS/EHAM           | 45.211.749        | 1                    | 3.8%                   |
| 16.       | Soekarno-Hatta International Airport                   | Cengkareng, Giacarta, Giava, Indonesia               | CGK/WIII           | 43.981.022        | 6                    | 18.4%                  |
| 17.       | Aeroporto Internazionale di Bangkok-Suvarnabhumi       | Racha Thewa, Bang Phli, Samut Prakan, Thailandia     | BKK/VTBS           | 42.784.967        | 1                    | 5.6%                   |
| 18.       | Aeroporto di Singapore-Changi                          | Changi, East Region, Singapore                       | SIN/WSSS           | 42.038.777        | 3                    | 13.0%                  |
| 19.       | Aeroporto di Canton-Baiyun                             | Huadu District, Canton, Guangdong, Cina              | CAN/ZGGG           | 40.975.253        | 4                    | 10.6%                  |
| 20.       | Aeroporto Internazionale di Shanghai-Pudong            | Pudong, Shanghai, Cina                               | PVG/ZSPD           | 40.582.356        | 14                   | 27.2%                  |
| 21.       | Aeroporto Intercontinentale George Bush di Houston     | Houston, Texas, Stati Uniti d'America                | IAH/KIAH           | 40.475.058        | 3                    | 1.2%                   |
| 22.       | Aeroporto internazionale di Las Vegas                  | Las Vegas (Nevada), Stati Uniti d'America            | LAS/KLAS           | 39.397.359        | 5                    | 2.6%                   |
| 23.       | Aeroporto di San Francisco                             | California, Stati Uniti d'America                    | SFO/KSFO           | 39.254.634        | 3                    | 5.1%                   |
| 24.       | Aeroporto Internazionale di Phoenix                    | Phoenix, Maricopa, Arizona, Stati Uniti d'America    | PHX/KPHX           | 38.552.409        | 5                    | 1.9%                   |
| 25.       | Aeroporto internazionale di Charlotte                  | Charlotte, Carolina del Nord, Stati Uniti d'America  | CLT/KCLT           | 38.143.078        | 1                    | 10.4%                  |
| 26.       | Aeroporto di Roma-Fiumicino                            | Roma, Lazio, Italia                                  | FCO/LIRF           | 36.228.490        | 1                    | 7.4%                   |
| 27.       | Aeroporto di Sydney                                    | Sydney, Nuovo Galles del Sud, Australia              | SYD/YSSY           | 35.992.164        | 1                    | 7.6%                   |
| 28.       | Aeroporto internazionale di Miami                      | Miami, Florida, Stati Uniti d'America                | MIA/KMIA           | 35.698.025        | 3                    | 5.4%                   |
| 29.       | Aeroporto Internazionale di Orlando                    | Orlando, Florida, Stati Uniti d'America              | MCO/KMCO           | 34.877.507        | 2                    | 3.5%                   |
| 30.       | Aeroporto di Monaco di Baviera                         | Monaco di Baviera, Baviera, Germania                 | MUC/EDDM           | 34.721.605        | Stabile              | 6.2%                   |

## 2009
| Posizione | Aeroporto                                              | Localizzazione                                       | Codice (IATA/ICAO) | Totale passeggeri | Variazione posizione | Variazione % anno 2008 |
| --------- | ------------------------------------------------------ | ---------------------------------------------------- | ------------------ | ----------------- | -------------------- | ---------------------- |
| 1.        | Aeroporto internazionale di Atlanta-Hartsfield Jackson | Atlanta, Georgia, Stati Uniti d'America              | ATL/KATL           | 88.032.086        | Stabile              | 2.3%                   |
| 2.        | Aeroporto di Londra-Heathrow                           | Hillingdon, Greater London, Inghilterra, Regno Unito | LHR/EGLL           | 66.037.578        | 1                    | 1.5%                   |
| 3.        | Aeroporto Internazionale di Pechino-Capitale           | Pechino, Cina                                        | PEK/ZBAA           | 65.329.851        | 5                    | 16.8%                  |
| 4.        | Aeroporto internazionale di Chicago-O'Hare             | Chicago, Illinois, Stati Uniti d'America             | ORD/KORD           | 64.397.891        | 2                    | 8.8%                   |
| 5.        | Aeroporto Internazionale di Tokyo                      | Tokyo, Honshū, Giappone                              | HND/RJTT           | 61.903.656        | 1                    | 7.2%                   |
| 6.        | Aeroporto di Parigi-Roissy                             | Roissy-en-France, Val-d'Oise, Île-de-France, Francia | CDG/LFPG           | 57.884.954        | 1                    | 4.9%                   |
| 7.        | Aeroporto Internazionale di Los Angeles                | Los Angeles, California, Stati Uniti d'America       | LAX/KLAX           | 56.518.605        | 1                    | 5.5%                   |
| 8.        | Aeroporto Internazionale di Dallas-Fort Worth          | Dallas/Fort Worth (Texas), Stati Uniti d'America     | DFW/KDFW           | 56.030.457        | 1                    | 1.9%                   |
| 9.        | Aeroporto di Francoforte sul Meno                      | Francoforte sul Meno, Assia, Germania                | FRA/EDDF           | 50.932.840        | Stabile              | 4.7%                   |
| 10.       | Aeroporto Internazionale di Denver                     | Denver, Colorado, Stati Uniti d'America              | DEN/KDEN           | 50.167.485        | Stabile              | 2.1%                   |
| 11.       | Aeroporto di Madrid-Barajas                            | Barajas, Madrid, Spagna                              | MAD/LEMD           | 48.248.890        | Stabile              | 5.1%                   |
| 12.       | Aeroporto Internazionale di New York-John F. Kennedy   | Queens, New York, New York, Stati Uniti d'America    | JFK/KJFK           | 45.912.430        | 1                    | 3.9%                   |
| 13.       | Aeroporto Internazionale di Hong Kong                  | Hong Kong, Cina                                      | HKG/VHHH           | 45.560.888        | 1                    | 4.8%                   |
| 14.       | Aeroporto di Amsterdam-Schiphol                        | Haarlemmermeer, Paesi Bassi                          | AMS/EHAM           | 43.569.553        | Stabile              | 8.1%                   |
| 15.       | Aeroporto Internazionale di Dubai                      | Garhoud, Dubai, Emirati Arabi Uniti                  | DXB/OMDB           | 40.901.752        | 5                    | 9.2%                   |
| 16.       | Aeroporto Internazionale di Bangkok-Suvarnabhumi       | Racha Thewa, Bang Phli, Samut Prakan, Thailandia     | BKK/VTBS           | 40.500.269        | 2                    | 4.9%                   |
| 17.       | Aeroporto Internazionale di Las Vegas                  | Las Vegas (Nevada), Stati Uniti d'America            | LAS/KLAS           | 40.460.310        | 2                    | 8.2%                   |
| 18.       | Aeroporto Intercontinentale di Houston-George Bush     | Houston, Texas, Stati Uniti d'America                | IAH/KIAH           | 39.993.236        | 2                    | 4.1%                   |
| 19.       | Aeroporto Internazionale di Phoenix                    | Phoenix, Maricopa, Arizona, Stati Uniti d'America    | PHX/KPHX           | 37.824.982        | 2                    | 5.2%                   |
| 20.       | Aeroporto di San Francisco                             | California, Stati Uniti d'America                    | SFO/KSFO           | 37.366.287        | 1                    | 0.2%                   |
| 21.       | Aeroporto di Singapore-Changi                          | Changi, East Region, Singapore                       | SIN/WSSS           | 37.203.978        | 2                    | 1.3%                   |
| 22.       | Aeroporto Internazionale di Guangzhou-Baiyun           | Huadu District, Canton, Guangdong, Cina              | CAN/ZGGG           | 37.048.550        | ?                    | 10.8%                  |
| 23.       | Aeroporto Internazionale di Soekarno-Hatta             | Cengkareng, Giacarta, Giava, Indonesia               | CGK/WIII           | 36.466.823        | ?                    | 13.3%                  |
| 24.       | Aeroporto internazionale di Charlotte                  | Charlotte, Carolina del Nord, Stati Uniti d'America  | CLT/KCLT           | 34.577.808        | 2                    | 0.5%                   |
| 25.       | Aeroporto internazionale di Miami                      | Miami, Florida, Stati Uniti d'America                | MIA/KMIA           | 33.886.025        | 4                    | 0.5%                   |
| 26.       | Aeroporto Internazionale di Orlando                    | Orlando (Florida), Stati Uniti d'America             | MCO/KMCO           | 33.731.431        | 4                    | 5.4%                   |
| 27.       | Aeroporto Internazionale di Roma-Fiumicino             | Fiumicino, Roma, Lazio, Italia                       | FCO/LIRF           | 33.723.213        | 2                    | 4.0%                   |
| 28.       | Aeroporto di Sydney                                    | Sydney, Nuovo Galles del Sud, Australia              | SYD/YSSY           | 33.444.687        | ?                    | 0.4%                   |
| 29.       | Aeroporto internazionale di Newark-Liberty             | Newark (New Jersey), Stati Uniti d'America           | EWR/KEWR           | 33.400.626        | 6                    | 5.5%                   |
| 30.       | Aeroporto di Monaco                                    | Monaco di Baviera, Baviera, Germania                 | MUC/EDDM           | 32.681.067        | 3                    | 5.4%                   |

## 2008
| Posizione | Aeroporto                                                     | Localizzazione                                       | Codice (IATA/ICAO) | Totale passeggeri | Variazione posizione | Variazione % Anno 2007 |
| --------- | ------------------------------------------------------------- | ---------------------------------------------------- | ------------------ | ----------------- | -------------------- | ---------------------- |
| 1.        | Aeroporto internazionale di Atlanta-Hartsfield Jackson        | Atlanta, Georgia                                     | ATL/KATL           | 90.039.280        | Stabile              | 0,7%                   |
| 2.        | Aeroporto internazionale di Chicago-O'Hare                    | Chicago, Illinois, Stati Uniti d'America             | ORD/KORD           | 69.353.654        | Stabile              | 8,9%                   |
| 3.        | Aeroporto di Londra-Heathrow                                  | Londra, Inghilterra, Greater London, Regno Unito     | LHR/EGLL           | 67.056.228        | Stabile              | 1,5%                   |
| 4.        | Aeroporto Internazionale di Tokyo                             | Tokyo, Honshū, Giappone                              | HND/RJTT           | 66.735.587        | Stabile              | 0,0%                   |
| 5.        | Aeroporto di Parigi-Roissy                                    | Roissy-en-France, Val-d'Oise, Île-de-France, Francia | CDG/LFPG           | 60.851.998        | 1                    | 1,6%                   |
| 6.        | Aeroporto internazionale di Los Angeles                       | Los Angeles, Stati Uniti d'America                   | LAX/KLAX           | 59.542.151        | 1                    | 4,8%                   |
| 7.        | Aeroporto internazionale di Dallas-Fort Worth                 | Dallas/Fort Worth, Texas, Stati Uniti d'America      | DFW/KDFW           | 57.069.331        | Stabile              | 4,6%                   |
| 8.        | Aeroporto internazionale di Pechino                           | Pechino, Cina                                        | PEK/ZBAA           | 55.662.256        | 1                    | 3,9%                   |
| 9.        | Aeroporto di Francoforte sul Meno                             | Francoforte sul Meno, Assia, Germania                | FRA/EDDF           | 53.467.450        | 1                    | 1,3%                   |
| 10.       | Aeroporto internazionale di Denver                            | Denver (Colorado), Stati Uniti d'America             | DEN/KDEN           | 51.435.575        | 1                    | 3,0%                   |
| 11.       | Aeroporto di Madrid-Barajas                                   | Barajas, Madrid, Spagna                              | MAD/LEMD           | 50.823.105        | 1                    | 2,4%                   |
| 12.       | Aeroporto Internazionale di Hong Kong                         | Hong Kong, Cina                                      | HKG/VHHH           | 47.898.000        | 2                    | 1,8%                   |
| 13.       | Aeroporto internazionale John F. Kennedy                      | Queens, New York, New York, Stati Uniti d'America    | JFK/KJFK           | 47.790.485        | Stabile              | 0,2%                   |
| 14.       | Aeroporto di Amsterdam-Schiphol                               | Haarlemmermeer, Paesi Bassi                          | AMS/EHAM           | 47.429.741        | 2                    | 0,8%                   |
| 15.       | Aeroporto internazionale di Las Vegas                         | Las Vegas (Nevada), Stati Uniti d'America            | LAS/KLAS           | 44.074.707        | Stabile              | 7,7%                   |
| 16.       | Aeroporto internazionale di Houston                           | Houston (Texas), Stati Uniti d'America               | IAH/KIAH           | 41.698.832        | Stabile              | 3,0%                   |
| 17.       | Aeroporto Internazionale di Phoenix                           | Phoenix, Maricopa, Arizona, Stati Uniti d'America    | PHX/KPHX           | 39.890.896        | Stabile              | 5,4%                   |
| 18.       | Aeroporto Internazionale di Bangkok-Suvarnabhumi              | Racha Thewa, Bang Phli, Samut Prakan, Thailandia     | BKK/VTBS           | 38.604.009        | Stabile              | 6,3%                   |
| 19.       | Aeroporto Internazionale di Singapore                         | Changi, East Region, Singapore                       | SIN/WSSS           | 37.694.824        | Stabile              | 2,7%                   |
| 20.       | Aeroporto Internazionale di Dubai                             | Garhoud, Dubai, Emirati Arabi Uniti                  | DXB/OMDB           | 37.441.440        | 7                    | 9.0%                   |
| 21.       | Aeroporto di San Francisco                                    | California, Stati Uniti d'America                    | SFO/KSFO           | 37.405.467        | 2                    | 4,5%                   |
| 22.       | Aeroporto internazionale di Orlando                           | Orlando (Florida), Stati Uniti d'America             | MCO/KMCO           | 35.622.252        | 2                    | 2,4%                   |
| 23.       | Aeroporto internazionale di Newark-Liberty                    | Newark (New Jersey), Stati Uniti d'America           | EWR/KEWR           | 35.299.719        | 2                    | 2,9%                   |
| 24.       | Aeroporto internazionale di Detroit-Metropolitan Wayne County | Detroit, Michigan, Stati Uniti d'America             | DTW/KDTW           | 35.144.841        | 2                    | 2,3%                   |
| 25.       | Aeroporto Leonardo da Vinci                                   | Fiumicino, Roma, Lazio, Italia                       | FCO/LIRF           | 35.132.879        | 6                    | 6,9%                   |
| 26.       | Aeroporto internazionale di Charlotte                         | Charlotte, Carolina del Nord, Stati Uniti d'America  | CLT/KCLT           | 34.732.584        | 4                    | 4,7%                   |
| 27.       | Aeroporto internazionale di Monaco di Baviera                 | Monaco di Baviera, Baviera, Germania                 | MUC/EDDM           | 34.530.593        | 1                    | 1,7%                   |
| 28.       | Aeroporto di Londra-Gatwick                                   | Crawley, West Sussex, Inghilterra, Regno Unito       | LGW/EGKK           | 34.214.474        | 3                    | 2,9%                   |
| 29.       | Aeroporto internazionale di Miami                             | Miami, Florida, Stati Uniti d'America                | MIA/KMIA           | 34.063.531        | Stabile              | 1,0%                   |
| 30.       | Aeroporto Internazionale di Minneapolis-Saint Paul            | Fort Snelling, Minnesota, Stati Uniti d'America      | MSP/KMSP           | 34.032.710        | 4                    | 3,0%                   |

## 2007
| Posizione | Aeroporto                                                     | Localizzazione                                                      | Codice (IATA/ICAO) | Totale passeggeri | Variazione % anno 2006 |
| --------- | ------------------------------------------------------------- | ------------------------------------------------------------------- | ------------------ | ----------------- | ---------------------- |
| 1.        | Aeroporto internazionale di Atlanta-Hartsfield Jackson        | Atlanta, Georgia, Stati Uniti d'America                             | ATL/KATL           | 89.379.287        | +5,3%                  |
| 2.        | Aeroporto internazionale di Chicago-O'Hare                    | Chicago, Illinois, Stati Uniti d'America                            | ORD/KORD           | 76.159.324        | -0,2%                  |
| 3.        | Aeroporto di Londra-Heathrow                                  | Londra, Inghilterra, Regno Unito                                    | LHR/EGLL           | 68.068.554        | +0.8%                  |
| 4.        | Aeroporto Internazionale di Tokyo                             | Tokyo, Honshū, Giappone                                             | HND/RJTT           | 66.671.435        | +1,3%                  |
| 5.        | Aeroporto internazionale di Los Angeles                       | Los Angeles, Stati Uniti d'America                                  | LAX/KLAX           | 61.895.548        | +1,4%                  |
| 6.        | Aeroporto di Parigi-Roissy                                    | Seine-et-Marne/Senna-Saint-Denis/Val-d'Oise, Île-de-France, Francia | CDG/LFPG           | 59.919.383        | +5,4%                  |
| 7.        | Aeroporto internazionale di Dallas-Fort Worth                 | Dallas/Fort Worth, Texas, Stati Uniti d'America                     | DFW/KDFW           | 59.784.876        | -0,7%                  |
| 8.        | Aeroporto di Francoforte sul Meno                             | Francoforte sul Meno, Assia, Germania                               | FRA/EDDF           | 54.161.856        | +2,6%                  |
| 9.        | Aeroporto internazionale di Pechino                           | Pechino, Cina                                                       | PEK/ZBAA           | 53.736.923        | +9,4%                  |
| 10.       | Aeroporto di Madrid-Barajas                                   | Barajas, Madrid, Spagna                                             | MAD/LEMD           | 52.122.214        | +14,0%                 |
| 11.       | Aeroporto internazionale di Denver                            | Denver (Colorado), Stati Uniti d'America                            | DEN/KDEN           | 49.863.389        | +5,4%                  |
| 12.       | Aeroporto internazionale John F. Kennedy                      | Queens, New York, New York, Stati Uniti d'America                   | JFK/KJFK           | 47.810.630        | +12,3%                 |
| 13.       | Aeroporto di Amsterdam-Schiphol                               | Haarlemmermeer, Paesi Bassi                                         | AMS/EHAM           | 47.793.602        | +3,7%                  |
| 14.       | Aeroporto internazionale di Las Vegas                         | Las Vegas (Nevada), Stati Uniti d'America                           | LAS/KLAS           | 47.595.140        | +3,0%                  |
| 15.       | Aeroporto Internazionale di Hong Kong                         | Hong Kong, Cina                                                     | HKG/VHHH           | 46.995.000        | +7,2%                  |
| 16.       | Aeroporto internazionale di Houston                           | Houston (Texas), Stati Uniti d'America                              | IAH/KIAH           | 42.978.617        | +1.0%                  |
| 17.       | Aeroporto Internazionale di Phoenix                           | Phoenix, Maricopa, Arizona, Stati Uniti d'America                   | PHX/KPHX           | 42.197.080        | +1,8%                  |
| 18.       | Aeroporto Internazionale di Bangkok-Suvarnabhumi              | Racha Thewa, Bang Phli, Samut Prakan, Thailandia                    | BKK/VTBS           | 41.210.081        | -3,7%                  |
| 19.       | Aeroporto Internazionale di Singapore                         | Changi, East Region, Singapore                                      | SIN/WSSS           | 36.701.556        | +4,8%                  |
| 20.       | Aeroporto internazionale di Newark-Liberty                    | Newark (New Jersey), Stati Uniti d'America                          | EWR/KEWR           | 36.391.911        | +1,8%                  |
| 21.       | Aeroporto internazionale di Orlando                           | Orlando (Florida), Stati Uniti d'America                            | MCO/KMCO           | 36.385.300        | +5,1%                  |
| 22.       | Aeroporto internazionale di Detroit-Metropolitan Wayne County | Detroit, Michigan, Stati Uniti d'America                            | DTW/KDTW           | 36.126.555        | +0,4%                  |
| 23.       | Aeroporto di San Francisco                                    | California, Stati Uniti d'America                                   | SFO/KSFO           | 35.793.117        | +6.6%                  |
| 24.       | Aeroporto di Tokyo-Narita                                     | Narita, Chiba, Kantō, Honshū, Giappone                              | NRT/RJAA           | 35.530.035        | +1.6%                  |
| 25.       | Aeroporto di Londra-Gatwick                                   | Crawley, West Sussex, Inghilterra, Regno Unito                      | LGW/EGKK           | 35.218.399        | +3.1%                  |
| 26.       | Aeroporto Internazionale di Minneapolis-Saint Paul            | Fort Snelling, Minnesota, Stati Uniti d'America                     | MSP/KMSP           | 35.160.505        | -1.3%                  |
| 27.       | Aeroporto Internazionale di Dubai                             | Garhoud, Dubai, Emirati Arabi Uniti                                 | DXB/OMDB           | 34.348.110        | +19,3%                 |
| 28.       | Aeroporto internazionale di Monaco di Baviera                 | Monaco di Baviera, Baviera, Germania                                | MUC/EDDM           | 33.959.422        | +10,4%                 |
| 29.       | Aeroporto internazionale di Miami                             | Miami, Florida, Stati Uniti d'America                               | MIA/KMIA           | 33.740.416        | +3,7%                  |
| 30.       | Aeroporto internazionale di Charlotte                         | Charlotte, Carolina del Nord, Stati Uniti d'America                 | CLT/KCLT           | 33,383,812        | +12,4%                 |

## 2006
| Posizione | Aeroporto                                                     | Localizzazione                                                      | Codice (IATA/ICAO) | Totale passeggeri | Variazione % anno 2005 |
| --------- | ------------------------------------------------------------- | ------------------------------------------------------------------- | ------------------ | ----------------- | ---------------------- |
| 1.        | Aeroporto internazionale di Atlanta-Hartsfield Jackson        | Atlanta, Georgia, Stati Uniti d'America                             | ATL/KATL           | 84,846,639        | -1.2%                  |
| 2.        | Aeroporto internazionale di Chicago-O'Hare                    | Chicago, Illinois, Stati Uniti d'America                            | ORD/KORD           | 77,028,134        | +0.7%                  |
| 3.        | Aeroporto di Londra-Heathrow                                  | Londra, Inghilterra, Regno Unito                                    | LHR/EGLL           | 67,880,753        | -0.6%                  |
| 4.        | Aeroporto Internazionale di Tokyo                             | Tokyo, Honshū, Giappone                                             | HND/RJTT           | 65,810,672        | +4.0%                  |
| 5.        | Aeroporto internazionale di Los Angeles                       | Los Angeles, Stati Uniti d'America                                  | LAX/KLAX           | 61,041,066        | -0.7%                  |
| 6.        | Aeroporto internazionale di Dallas-Fort Worth                 | Dallas/Fort Worth, Texas, Stati Uniti d'America                     | DFW/KDFW           | 60,226,138        | +1.8%                  |
| 7.        | Aeroporto di Parigi-Roissy                                    | Seine-et-Marne/Senna-Saint-Denis/Val-d'Oise, Île-de-France, Francia | CDG/LFPG           | 56,849,567        | +5.7%                  |
| 8.        | Aeroporto di Francoforte sul Meno                             | Francoforte sul Meno, Hesse, Germania                               | FRA/EDDF           | 52,810,683        | +1.1%                  |
| 9.        | Aeroporto internazionale di Pechino                           | Pechino, Cina                                                       | PEK/ZBAA           | 48,654,770        | +18.7%                 |
| 10.       | Aeroporto internazionale di Denver                            | Denver (Colorado), Stati Uniti d'America                            | DEN/KDEN           | 47,325,016        | +9.1%                  |
| 11.       | Aeroporto internazionale di Las Vegas                         | Las Vegas (Nevada), Stati Uniti d'America                           | LAS/KLAS           | 46,193,329        | +5.0%                  |
| 12.       | Aeroporto di Amsterdam-Schiphol                               | Haarlemmermeer, Paesi Bassi                                         | AMS/EHAM           | 46,065,719        | +4.4%                  |
| 13.       | Aeroporto di Madrid-Barajas                                   | Barajas, Madrid, Spagna                                             | MAD/LEMD           | 45,501,168        | +8.0%                  |
| 14.       | Aeroporto Internazionale di Hong Kong                         | Hong Kong, Cina                                                     | HKG/VHHH           | 43,857,908        | +8.9%                  |
| 15.       | Aeroporto internazionale John F. Kennedy                      | Queens, New York, New York, Stati Uniti d'America                   | JFK/KJFK           | 43,762,282        | +4.5%                  |
| 16.       | Aeroporto Internazionale di Bangkok-Suvarnabhumi              | Racha Thewa, Bang Phli, Samut Prakan, Thailandia                    | BKK/VTBS           | 42,799,532        | +9.8%                  |
| 17.       | Aeroporto internazionale di Houston                           | Houston (Texas), Stati Uniti d'America                              | IAH/KIAH           | 42,550,432        | +7.1%                  |
| 18.       | Aeroporto Internazionale di Phoenix                           | Phoenix, Maricopa, Arizona, Stati Uniti d'America                   | PHX/KPHX           | 41,436,737        | +0.5%                  |
| 19.       | Aeroporto internazionale di Newark-Liberty                    | Newark (New Jersey), Stati Uniti d'America                          | EWR/KEWR           | 36,724,167        | +7.9%                  |
| 20.       | Aeroporto internazionale di Detroit-Metropolitan Wayne County | Detroit, Michigan, Stati Uniti d'America                            | DTW/KDTW           | 35,972,673        | -1.1%                  |
| 21.       | Aeroporto Internazionale di Minneapolis-Saint Paul            | Fort Snelling, Minnesota, Stati Uniti d'America                     | MSP/KMSP           | 35,612,133        | -5.3%                  |
| 22.       | Aeroporto internazionale di Singapore                         | Changi, East Region, Singapore                                      | SIN/WSSS           | 35,033,083        | +8.0%                  |
| 23.       | Aeroporto di Tokyo-Narita                                     | Narita, Chiba, Kantō, Honshū, Giappone                              | NRT/RJAA           | 34,975,225        | +11.3%                 |
| 24.       | Aeroporto internazionale di Orlando                           | Orlando (Florida), Stati Uniti d'America                            | MCO/KMCO           | 34,640,451        | +1.5%                  |
| 25.       | Aeroporto di Londra-Gatwick                                   | Crawley, West Sussex, Inghilterra, Regno Unito                      | LGW/EGKK           | 34,172,492        | +4.2%                  |
| 26.       | Aeroporto di San Francisco                                    | California, Stati Uniti d'America                                   | SFO/KSFO           | 33,574,807        | +0.5%                  |
| 27.       | Aeroporto internazionale di Miami                             | Miami, Florida, Stati Uniti d'America                               | MIA/KMIA           | 32,533,974        | +4.9%                  |
| 28.       | Aeroporto internazionale di Philadelphia                      | Filadelfia, Stati Uniti d'America                                   | PHL/KPHL           | 31,768,272        | +0.9%                  |
| 29.       | Toronto Pearson International Airport                         | Mississauga, Ontario, Canada                                        | YYZ/CYYZ           | 30,972,577        | +3.5%                  |
| 30.       | Aeroporto internazionale di Monaco di Baviera                 | Monaco di Baviera, Baviera, Germania                                | MUC/EDDM           | 30,757,978        | +7.5%                  |